# Udayin
Udayin (460-444 a. C.), también conocido como Udayabhadra', fue un rey de Magadha en la antigua India. Según los relatos budistas y jainistas, era hijo y sucesor del rey Áyata Shatru de la Haryanka. Udayin fundó la ciudad de Pataliputra en la confluencia de dos ríos, el río Son y el Ganges. Trasladó su capital de Rajagriha a Pataliputra debido a la ubicación central de esta última en el imperio.

## Ascendencia
Según los relatos budistas, los sucesores del gobernante de Magadha Bimbisara fueron Áyata Shatru, Udayabhadda (Udayin), Anuruddha, Munda y Nagadasaka. La tradición jainista menciona a Udayin como hijo y sucesor de Áyata Shatru. Los reyes Bimbisara (c. 558-491 a. C), Áyata Shatru (c. 492-460 a. C, y Udayin (c. 460-440 a. C) de la dinastía Haryanka fueron mecenas del jainismo. Sin embargo, los Puranas nombran a los sucesores de Bimbisara como Áyata Shatru, Darshaka, Udayin, Nandivardhana y Mahanandin. El Matsia-purana nombra a Vamsaka como el sucesor de Áyata Shatru. Dado que los textos budistas fueron compuestos en una fecha posterior, los puranas hindúes parecen ser más confiables. El Nagadasaka de las crónicas budistas se identifica con el "Darshaka" de los Puranas.
El profesor H. C. Seth (1941) identificó a Udayin con el rey Udayana mencionado en la obra sánscrita Svapnavasavadatta. El viajero chino Xuanzang afirma que el último descendiente de Bimbisara construyó un sangharama (monasterio) en Tiladaka. Seth teorizó que este último descendiente era Darshaka, y Udayin estableció una nueva dinastía, como lo demuestra su traslado de la capital del imperio de Rajgriha a Pataliputra. Liladhar B. Keny (1943) criticó la teoría de Seth por incorrecta. Según él, el Udayana de Svapnavasavadatta era un rey diferente, que gobernó Vatsa reino con su capital en Kosambi.
R. G. Bhandarkar señala que el nombre de Darshaka (Dasaka) aparece prefijado con la palabra "Naga" en las crónicas budistas, lo que puede significar su distanciamiento de sus sucesores y su apego a los Nagas de Padmavati . Esto implica que podría pertenecer a una familia diferente y haberse convertido en rey aproximadamente tres generaciones después de Áyata Shatru, no sucediéndole inmediatamente.

## Vida y reinado
Las tradiciones budistas afirman que Udayin era el hijo favorito de Áyata Shatru, y que vivió durante el reinado de su abuelo Bimbisara. Cuando Áyata Shatru conoció a Gautama Buda, Udayin era un joven príncipe. Udayin gobernó durante c. 460-444 a. C. Estableció su capital en Pataliputra en la confluencia de los ríos Son y Ganges. Su padre había construido aquí un fuerte para rechazar una posible invasión de la dinastía Pradyota desde Avanti. Udayin trasladó su capital a Pataliputra, probablemente porque estaba en el centro de su creciente reino.
Derrotó a Palaka de Avanti varias veces, pero fue finalmente asesinado por él en 444 a. C.. Los Puranas mencionan a Nandivardhana como sucesor de Udayin. Sin embargo, las crónicas budistas de Sri Lanka afirman que fue sucedido por Anuruddha. Estas crónicas budistas también afirman que todos los reyes de Ajatashatru a Nagadasaka, incluyendo Udayin, mataron a sus padres. Los textos janitas mencionan que Uadyin fue asesinado por un asesino del reino rival. Al no tener hijos, fue sucedido por Mahapadma Nanda que fue elegido por sus ministros.